# Plebania w Krzeszowie
Plebania w Krzeszowie – zabytkowa plebania znajdująca się w powiecie kamiennogórskim w Krzeszowie.
Zabytkowa plebania przy Placu Jana Pawła II. Piętrowa z przełomu XVIII/XIX w. Obecnie mieści się w niej lokal gastronomiczny oraz obsługa pielgrzyma.  